# Berardo Carboni
Berardo Carboni (Atri, 1975) es un cineasta italiano.
Se graduó en jurisprudencia,  tiene un doctorado en “problemas civiles del ser humano”. Como guionista y director,  ha hecho cortos y documentales, incluyendo Roma in Quel Niente, un documental sobre Federico Caffè con Giorgio Ruffolo, Valentino Parlato y Carlo Azeglio Ciampi. Desde 2000 ha estado trabajando con Lara Favaretto creando vídeos para el circuito de arte que han recibido premios como el “Premio Furla” “MomaP.S. 1 studio program”. Junto con Favaretto, también trabajó en 2003 en la película de televisión Buco Nell'Acqua, un docudrama con Sandra Milo, producido por Kublakhan para Mediatrade.
Desde 2005 hasta 2008,  produjo y dirigió el proyecto-película Shooting Silvio, que fue producido mediante suscricpión popular. Fue seleccionado y premiado en festivales de cine como Roma, Annecy, Tiburon y Kiev. Ganó el premio al mejor director en el Gallio Film Festival.
Desde 2009 hasta 2010,  trabajó en “Vola Vola”, una película experimental enteramente rodada en una realidad virtual. Después de haber sido presentada a la Geode de París, fue mostrada en varios festivales y fórums de arte a nivel global y ha sido estudiada por  críticos e investigadores.
En 2012 dirigió Euros, un documental que cuenta la historia de tres activistas del ocupado Valle Teatro, que deciden abandonar Roma para turismo por la Europa de la crisis y las resistencias. En 2014 fundó la productora "Piroetta". Desde 2015, también ha dirigido y producido, junto a European Alternatives, "Talk Real", un programa esporádico de debate europeo para la web. Actualmente,  está trabajando en “Youtopia”, una película de ficción con Alessandro Haber, Donatella Finocchiaro y Matilda De Angelis. El estreno de la película está planificado para la primavera de 2017.